# ويليام بلاكلي جونز
ويليام بلاكلي جونز (بالإنجليزية: William Blakely Jones)‏ هو قاضي ومحامي أمريكي، ولد في 20 مارس 1907 في سيدار رابيدز في الولايات المتحدة، وتوفي في 31 يوليو 1979 في تشيفي تشايس ‏ في الولايات المتحدة.